# Röbäck
Röbäck ist ein Ort (tätort) in der schwedischen Provinz Västerbottens län, in der historischen Provinz (landskap) Västerbotten.

## Lage
Röbäck gehört zur Gemeinde Umeå und innerhalb dieser seit 1. Januar 2016 zum Distrikt Teg, benannt nach dem rechts des Flusses Ume älv gelegenen Stadtteil von Umeå. Er liegt etwa 4 km Luftlinie südwestlich des Zentrums der Provinzhauptstadt Umeå, die zugleich Gemeindezentrum ist. Östlich und südöstlich von Röbäck erstreckt sich die Röbäcksslätten („Röbäckebene“), die als ausgedehntestes zusammenhängendes Ackerbaugebiet Nordschwedens gilt.
Der Ort ist mit fast 2500 Einwohnern die fünftgrößte Ortschaft der Gemeinde (2015). Der etwa 2 km südlich der Ortsmitte in der Nähe der Kapelle gelegene Ortsteil war vor 2015 als eigenständiger Småort Röbäck södra („Röbäck Süd“) ausgewiesen, ging aber dann im Tätort Röbäck auf. Er hatte zuletzt (2010) 99 Einwohner.
Durch Röbäck verläuft die sekundäre Provinzstraße AC 512 von Umeå zunächst in westlicher Richtung bis Gräsmyr, weiter nach Süden zurück zur Küste bei Nordmaling. Am östlichen Ortsrand schließt die von der 3 km entfernten Europastraße 4 bei Röbäck södra kommende AC 522 an, zugleich die südwestliche Zufahrt nach Umeå; dies war die Trasse der Europastraße vor dem Bau der südöstlichen Umgehung von Umeå in den 1990er-Jahren. Die zur Fertigstellung 2021 geplante Westumgehung von Umeå soll unmittelbar nördlich an Röbäck vorbeiführen.
Der nächstgelegene Bahnhof befindet sich in Umeå (Endpunkt der Botniabahn mit Weiterführung nach Vännäs an der Nordlandbahn).

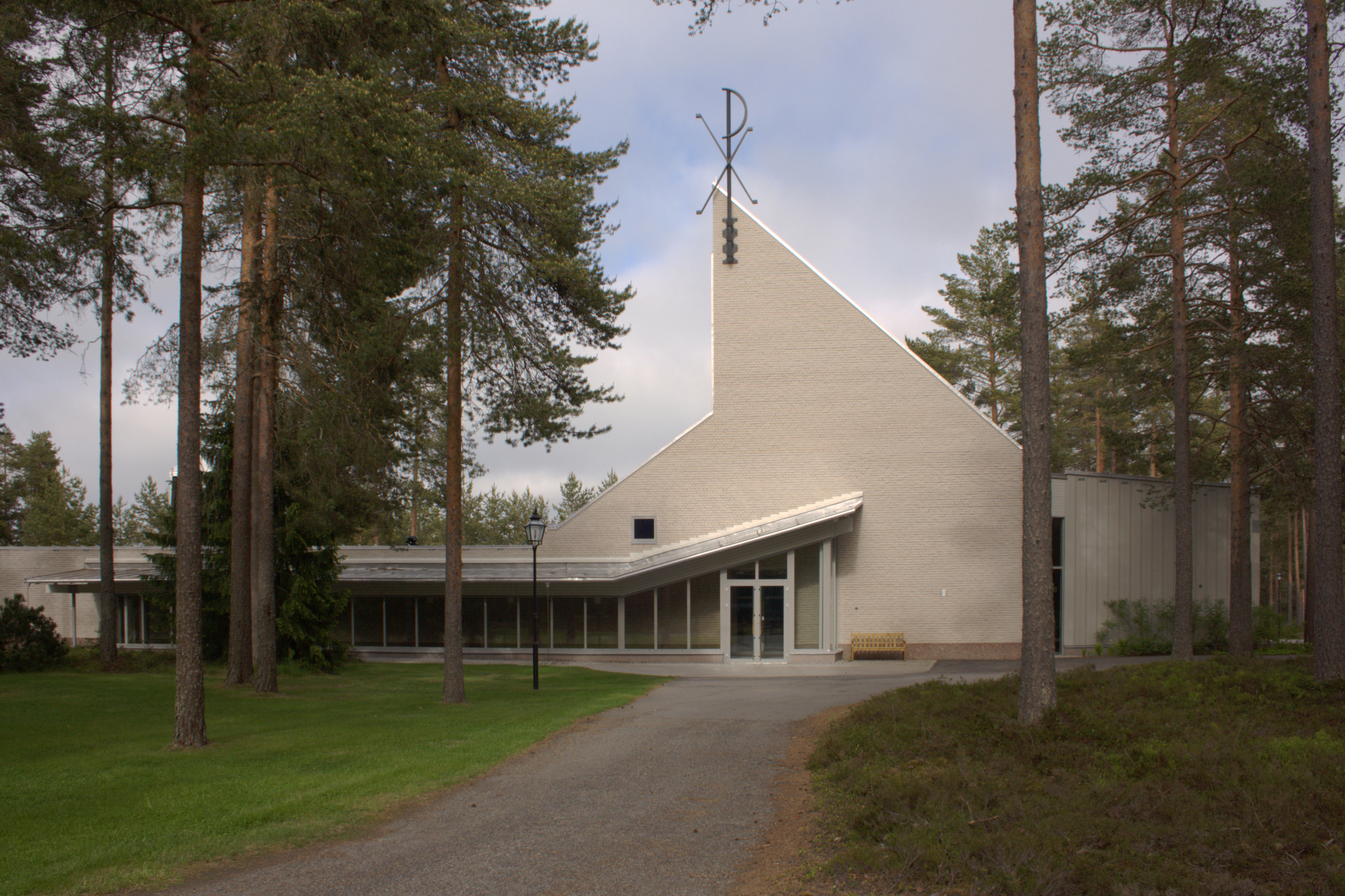
Kapelle von Röbäck
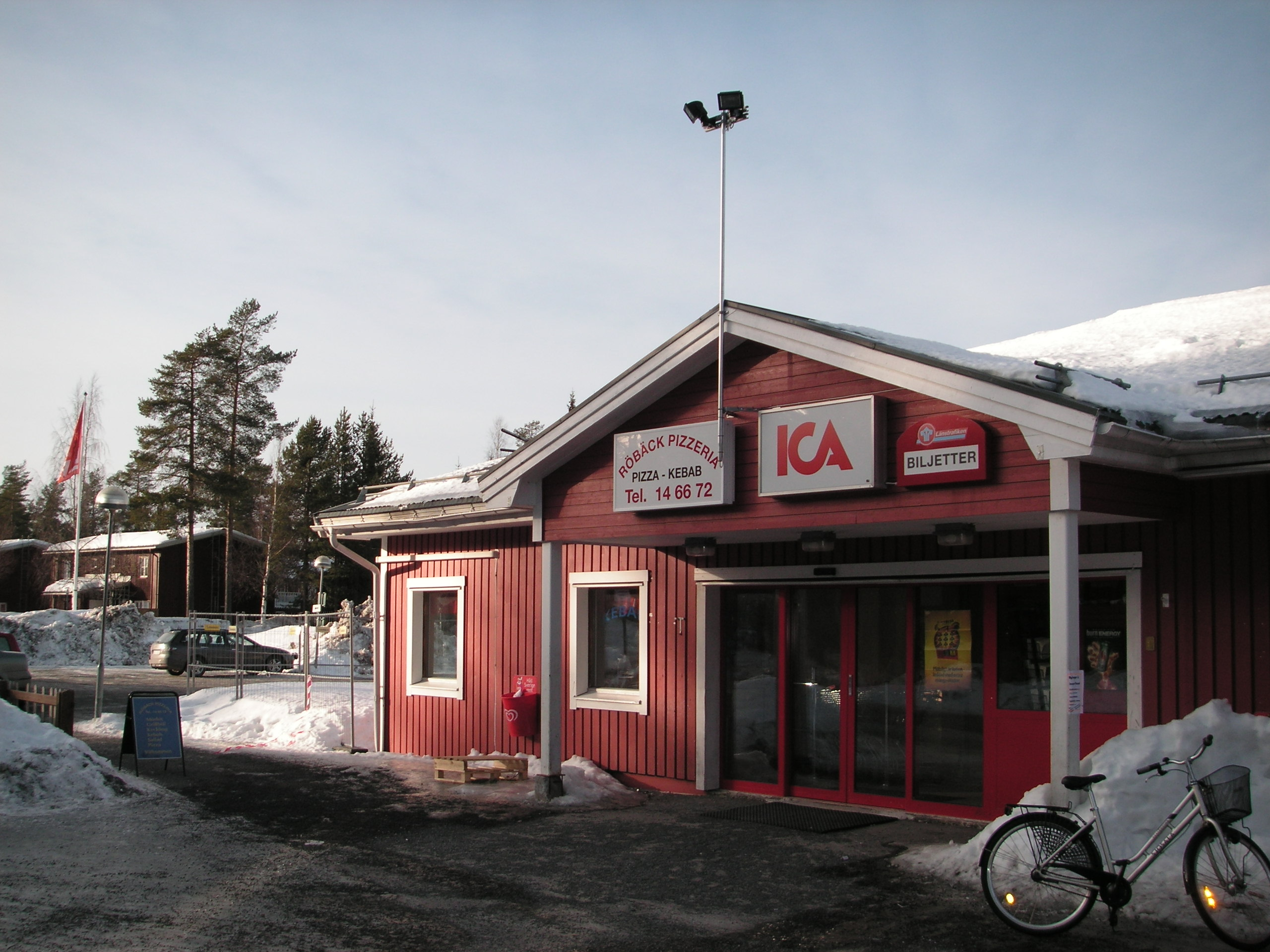
Einkaufszentrum in Röbäck
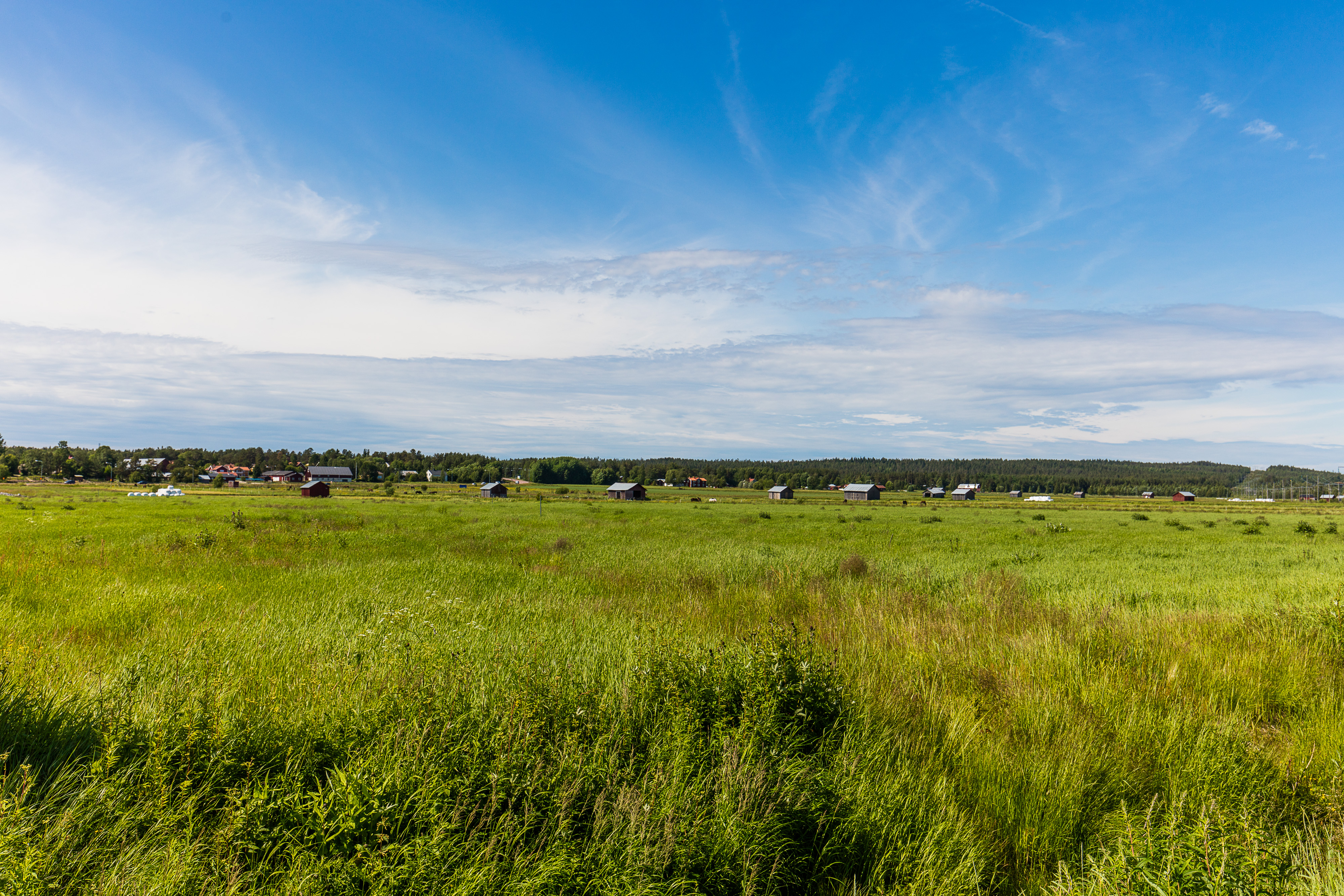
Ackerbaugebiet Röbäcksslätten

## Geschichte
Röbäck wurde erstmals 1443 urkundlich erwähnt. Im 16. Jahrhundert war es infolge seiner Lage am Handelsweg längs der Ostseeküste (Kustlandsvägen, auch Norrstigen genannt) eines der größten Dörfer der Gegend. Im Großen Nordischen Krieg wurde Röbäck von bei Umeå angelandeten russischen Truppen niedergebrannt. Carl von Linné erwähnte den Ort in der Beschreibung seiner Lapplandreise 1732 als Rödbäck (etwa „Rotbach“). Die Bezeichnung geht offenbar auf die rote Färbung einer eisenreichen, dort seit dem 17. Jahrhundert bekannten Mineralquelle zurück, die 1702 von Urban Hjärne beschrieben wurde.
Im zuvor ausschließlich landwirtschaftlich geprägten Ort entstanden ab dem 19. Jahrhundert kleinere Industriebetriebe, etwa eine Schmiede und Fabriken zur Verarbeitung landwirtschaftlicher Produkte. Bis 1970 war die offizielle Ortsbezeichnung Röbäcksby. Seine heutige Ausdehnung erreichte Röbäck als Wohnvorort von Umeå in den 1980er-Jahren, als sich die Einwohnerzahl durch die Errichtung mehrerer Neubaugebiete etwa vervierfachte.
Administrativ gehörte der Ort zunächst zum Kirchspiel Umeå socken, aus dem 1862 die gleichnamige Landgemeinde (landskommun) hervorging. Die Landgemeinde ging 1965 in der Stadtgemeinde Umeå auf, die 1971 in die heutige Gemeine (kommun) umgebildet wurde.

## Sehenswürdigkeiten
Südlich außerhalb von Röbäck, bei Röbäck södra, befindet sich auf dem im Wald gelegenen Friedhof die moderne, 1975 errichtete Kapelle des Ortes (Röbäcks kapell). Das von Carl Hampus Bergman (1921–1989), Schüler Le Corbusiers und Alvar Aaltos, entworfene Bauwerk steht unter Denkmalschutz.

## Sport
Die Sporthalle des Ortes trägt den Namen Elofssonhalle zu Ehren des im Ort aufgewachsenen dreifachen Skilanglauf-Weltmeisters Per Elofsson.